# The Lizard
The Lizard är en halvö i Storbritannien. Den ligger i den södra delen av Cornwall i riksdelen England, i den södra delen av landet, 400 km väster om huvudstaden London.